# 수벤티발두스

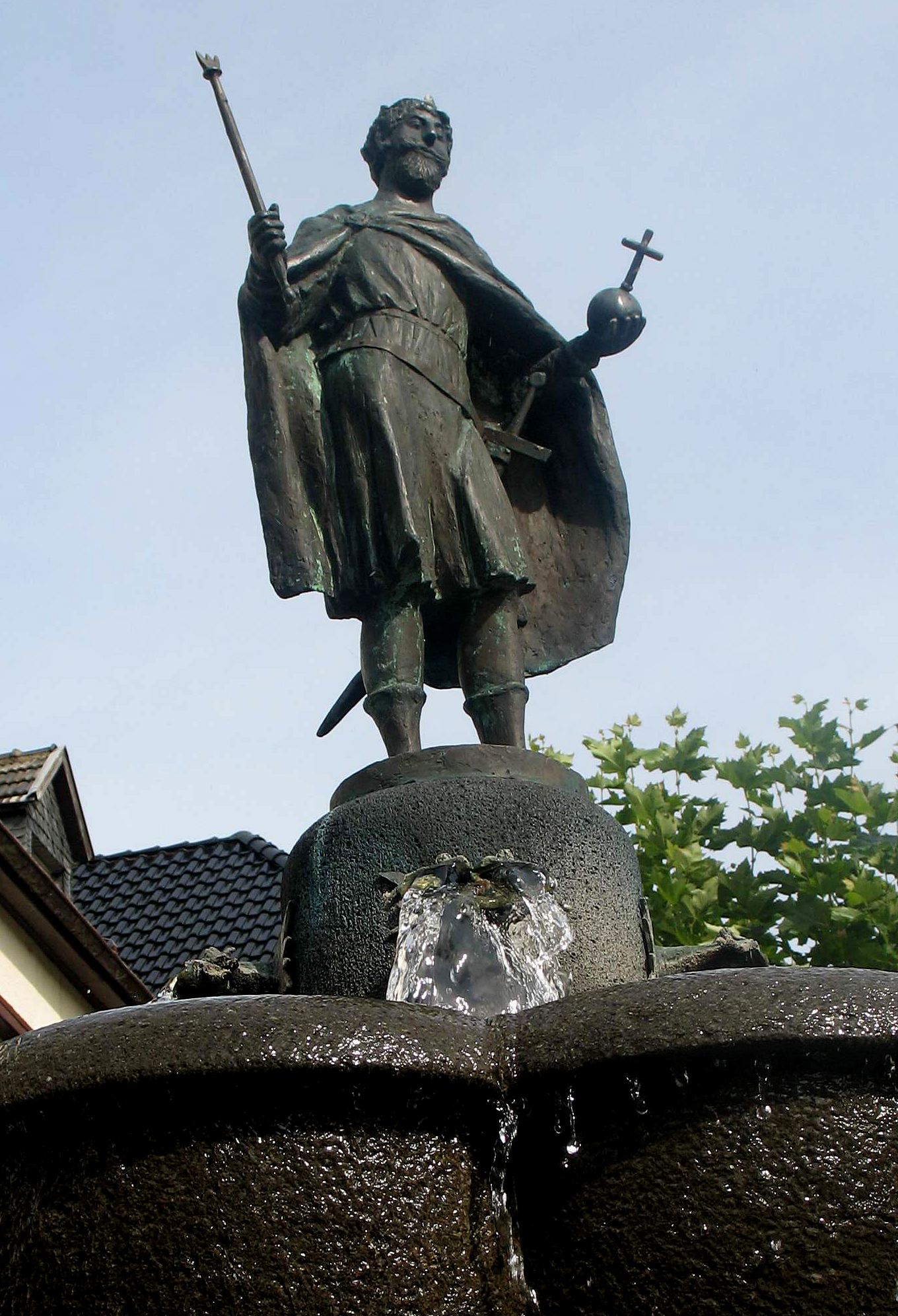
수벤티발두스 상

수벤티발두스 로타링기우스(라틴어: Suventibaldus Lotaringius, Zwentibold 츠벤티볼트[*], 870년 1월 1일 ~ 900년 8월 30일)는 카롤링거 왕조 출신 로타링기아의 국왕이자 케른텐의 변경백이었다. 동프랑크 왕국의 국왕이자 황제 아르눌프의 서자였다. 894년 아버지 아르눌프에 의해 로트링겐의 왕에 봉해졌으나 895년 5월에야 즉위하였다.
아버지 황제 아르눌프의 이탈리아 원정을 수행했으며, 896년 아르눌프의 이탈리아 원정 중 배신한 라울의 영지를 침략하기도 했다. 그는 로트링겐 귀족들의 반발을 무마하기 위해 로트링겐의 왕에 봉해졌다. 그러나 로트링겐의 귀족들은 그가 서출이라는 이유로 군주로 인정하지 않았고, 츠벤티볼트는 즉위 초 전후복구 정책과 함께 일부 귀족들에게 세금을 거두었으나 이를 꺼리던 로트링겐 귀족들과 갈등하였다. 900년 로트링겐 귀족들의 주도하에 폭동이 발생했을 때, 로트링겐 귀족에 의해 살해되었다.
그의 이름은 가톨릭 대부였던 모라비아 공작 스바도풀크 1세의 이름에서 따서 붙인 것이다. 다른 이름으로는 즈빈티볼트(Zuintibold) 또는 스벤디볼도(Sventiboldo) 또는 스벤디발도(Sventibaldo), 스윈티볼트(Swentibold), 산더볼트(Sanderbout), 산데르볼두스(Sanderboldus), 신드바드(Sindbald) 등으로도 부른다. 사후 가톨릭 교회 성인으로 시성되었고 축일은 8월 13일이다. 따라서 성 스벤디볼도(San Sventiboldo)로도 부른다.

## 생애

### 젊은 시절

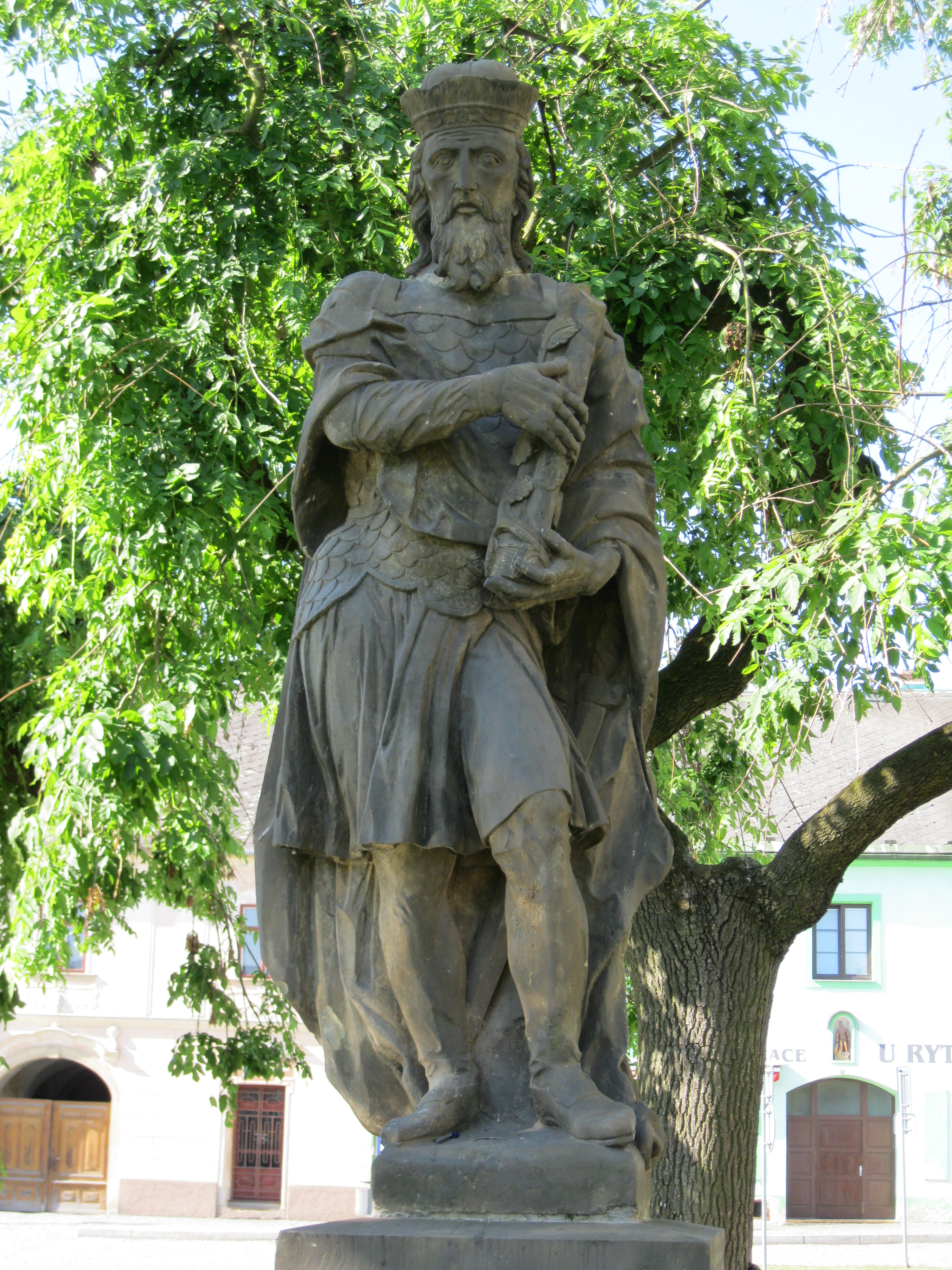
체코 로스체의 스바도풀크 광장에 세워진 그의 대부 스바도풀크 1세의 동상

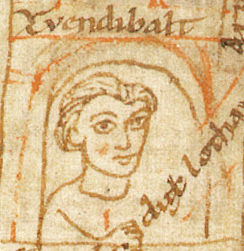
츠벤티볼트, 작자 미상, 13세기 작, 카롤링거 왕가 가계도

870년 1월 1일 바이에른에서 아르눌프와 빈부르가(Vinburge)의 아들로 태어났다. 어머니 빈부르가(Vinburge)는 아르눌프의 첩으로, 츠벤티볼트는 서자였다. 일설에 의하면 그는 871년에 태어났다고도 한다. 츠벤티볼트의 아버지 아르눌프 역시 바이에른의 군주 카를만의 서자였다. 츠벤티볼트가 태어날 때는 증조 할아버지 독일인 루트비히 2세, 증조 할머니 엠므 폰 바이에른, 할아버지 카를만이 모두 생존해 있었으며, 증조 할아버지 독일인 루트비히 2세의 통치기간 중이었다. 츠벤티볼트에게는 또다른 서출 형제로 글리스무트와 라톨드라는 동생이 있었다.
츠벤티볼트는 태어나자마자 아버지 가톨릭 세례를 받고, 모라비아 공세자 스바도풀크 1세(Svatopluk I)를 대부로 하여 견진성사를 받았다. 그의 이름 츠벤티볼트는 그의 대부이자 모라비아의 대공이 되는 스바도풀크 1세가 자신의 이름을 따서 지어준 이름이었다. 츠벤티볼트는 모라비아어 스바도풀크를 프랑크어화 한 것이었다.
887년 11월 부왕 아르눌프가 동프랑크 왕국의 국왕으로 즉위하였다. 부왕 아르눌프는 서프랑크의 외드를 봉신으로 삼았는데, 서프랑크에서 외드와 단순왕 샤를 사이에 내전이 벌어지자 츠벤티볼트는 이들의 내전에 적극 개입했다. 아르눌프는 한때 서프랑크에서 외드와 샤를 사이에 내전 중, 기회를 봐서 그를 서프랑크의 왕으로 앉히려고 했다가 실패했다. 츠벤티볼트가 스스로 서프랑크의 왕이 되려 한다고 본 외드와 샤를은 협력하게 되었다. 아르눌프의 정비인 파리의 오다가 아들을 낳지 못하자 그는 아버지 아르눌프의 잠재적 계승자로 지목되었으나, 893년 아르눌프의 정비인 네우스트리아의 오타가 아들 유아왕 루트비히가 출생하면서 그는 계승권에서 배제되었다. 아르눌프는 그 대신 츠벤티볼트에게 로타르 2세의 영토였던 로트링겐을 부여하였다.

### 이탈리아 원정

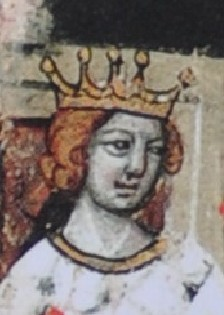
부왕 아르눌프

889년 제국의 동북부 위트레흐트와 데벤테르 지역에 출몰한 바이킹족을 격퇴하고, 지역 상인의 상권을 보호하였다. 893년 아르눌프가 외드와 단순왕 샤를 3세를 소환했으나, 단순왕 샤를이 보름스로 오는 것을 거부하자, 츠벤티볼트는 외드와 함께 레온 등 샤를의 지지파 귀족들의 영지를 공략하였다.
893년부터 아버지 아르눌프를 따라 이탈리아 원정에 동행하였다. 893년 여름, 귀도를 반대하던 교황 포르모소와 프리울리 후작 베렌가르의 구원 요청을 받은 아르눌프의 명으로 선발대를 이끌고 출정, 브레네르 언덕(Brenner Pass)을 건너 이탈리아에 도착했다. 베로나에서 프리울리 후작 베렝가르와 연합하여 귀도가 있던 파비아를 침공, 귀도를 상대하였으나 패전하였다. 당시 츠벤티볼트는 귀도에게 막대한 데나리온 돈을 받았는데, 롬바르디아 왕국 말기의 역사가 크레모나의 리우트프란트(Liutprand of Cremona)에 의하면 츠벤티볼트가 개인적으로 받은 뇌물인지 그 아버지 아르눌프에게 보내는 공물인지 정확하지는 않지만, 이탈리아를 떠날 때 귀도에게서 막대한 돈을 받아들고 갔다 한다. 그해 말, 아버지 아르눌프의 명으로 파비아에 주둔해 있다가 아르눌프가 이끌고 온 동프랑크의 군사와 합류하여 이탈리아를 공략했다.
889년부터 아버지 아르눌프는 자신에게 적자가 태어나지 않을 것을 예상, 프랑크 왕국의 귀족들에게 츠벤티볼트와 라톨드가 자신의 정당한 상속인임을 인정하라고 꾸준히 설득했다. 그것으로 안심이 되지 않았던 아르눌프는 서자 츠벤티볼트를 동프랑크의 유력 귀족의 하나인 작센 공작인 광휘공 오토의 딸 오다를 로타링기아에서 직접 결혼시킨다. 그러나 그의 설득은 소용없었는데 츠벤티볼트의 즉위 직후 로트링겐의 귀족들은 그에게 반기를 들었다.

### 로트링겐의 국왕

로트링겐의 영토
(연두색과 황토색 영역이 928년 이전까지의 로트링겐의 영토로 츠벤티볼트가 다스리던 영역이었다. 연두색은 977년 이후의 상 로렌, 황토색은 959년 이후의 하 로렌지역이다. 로렌은 후일 서프랑크의 로테르를 견제하기 위해 신성 로마 제국의 오토 2세가 양분하였다.)

894년 아버지로부터 로타링기아를 넘겨받았고 이듬해 5월 11일에 로트링겐으로 가서 즉위했다. 아르눌프는 로타링기아 귀족들의 저항이 계속되자 자신을 대신하여 츠벤티볼트를 로타링기아의 국왕 자리를 넘겼다. 그러나 로타링기아의 귀족들은 여전히 츠벤티볼트를 거부하였다. 아르눌프는 반항적인 귀족들로부터 자신의 서자를 보호하기 위해 4년간 관리하게 된다. 895년 5월 츠벤티볼트는 상부르고뉴의 왕 루돌프 1세의 군대를 스위스에서 격파하였고, 루돌프 1세는 그의 아버지 아르눌프에게 충성을 맹세하였다. 896년 아버지 아르눌프가 교황 포르모소로부터 신성 로마 제국 황제 제관을 수여받을 때, 이탈리아로 수행하였다. 알프스를 넘을 때, 아르눌프의 봉신인 부르고뉴의 라울이 배신하여 기습공격하자, 츠벤티볼트는 라울의 영지인 하부르고뉴를 약탈하였다.
즉위 직후 성당과 수도원의 후견자로서 가톨릭 신앙을 통해 국민들의 정신적 단결을 도모하였다. 또한 노르만 족의 잦은 침략에 의해 붕괴된 로트링겐의 마을과 성곽들을 재건, 복구하였고 플랑드르 지역에 제철, 제련장을 설치하여 부유한 도시로 건설하려 했다. 비용 마련과 전후 복구를 위해 그는 귀족들의 일부 재산을 헌납받거나 몰수, 압수하기도 했다. 이로 인하여 귀족들의 반감을 사게 된다. 또한 그는 취임 초반 로트링겐과 동프랑크의 통합을 주도하였고, 로트링겐 귀족들의 반발에 부딪쳤다. 로타링기아의 실력자의 한 사람이었던 쾰른(Cologne)의 대주교 헤르만 1세와 트리어(Trier)의 라트보트 등은 그의 정책에 적극 반발하였다. 897년 아버지 아르눌프가 보름스의 제국의회에서 로트링겐의 문제에 개입하여 사태를 진정시켰다.
897년 3월 27일 또는 6월 13일 리우돌핑 가문의 작센 공작 오토 1세 걸출공의 딸 오다와 결혼하였다. 오다에게는 베네데타, 세실리아, 레넨다 등의 세 딸이 태어났다. 아들 오토와 고드프리는 사생아들이었다.
898년 초, 새로 서프랑크의 국왕으로 즉위한 단순왕 샤를 3세는 로트링겐의 영역을 노리고, 로트링겐의 귀족인 하인아우트의 레니에 1세 등과 내통하여 쳐들어왔다. 이는 곧 로렌 주교의 중재로 해결할 수 있었다. 898년 츠벤티볼트는 로트링겐의 귀족인 파울리의 에티엔느 후작(comtes Étienne de Pouilly)와 오도아케르(Odoacre), 섭정인 하인아우트 백작 레니에(Régnier I), 메츠의 제라르 1세(Gérard I), 제라드의 형제 만프리드 1세(Matfried I) 등을 공격했다. 츠벤티볼트는 자신의 권위를 인정하지 않는 귀족들의 재산을 몰수하고 그들의 땅을 압수하였다. 같은 해, 그는 레니에 대신 오도아케르를 재상으로 등용하였다가 하인아우트 백작 레니에와 메츠의 제라르 1세와 만프리드 1세 등 다른 로트링겐의 귀족들이 반발하였다. 황제인 아버지 아르눌프가 이들의 반발을 수습하고, 로트링겐 내 영주들과 츠벤티볼트의 갈등을 조정하고자 노력했지만 실패한다. 898년 말에는 황제 아르눌프의 명으로 서프랑크 왕국의 단순왕 샤를 3세를 제거하려 하였으나 실패했다. 그해, 아헨에서 서프랑크의 단순왕 샤를 3세와 교전하였으나 성과없이 되돌아왔다.
그의 아버지 아르눌프는 로트링겐을 동프랑크 왕국의 영역으로 흡수하려는 일환으로 규칙을 제정하였고, 이는 츠벤티볼트에 의해 시행되었다. 그러나 로트링겐 지역 귀족들은 저항했고, 대주교인 쾰른의 헤르만 1세, 트리어의 라트보트 등이 지원하였다.

### 귀족들의 반란과 최후
899년 아버지 아르눌프가 병으로 죽자, 아르눌프의 적자이자 동생인 유아왕 루트비히가 동 프랑크 왕국을 물려받았다. 그는 유아왕 루트비히의 동프랑크 왕위 계승을 이용해서 로트링겐의 자치국화를 조건으로 로트링겐 귀족들을 휘어잡으려 했으나, 오히려 그의 정책에 반감을 품은 귀족들의 반발에 봉착했다. 츠벤티볼트는 유아왕 루트비히의 섭정에게 계속 로트링겐의 독립을 유지해줄 것을 요구하였다. 일부 로트링겐의 귀족들은 동프랑크로 사자를 보내 유아왕 루트비히에게 개입을 요청하기도 했다. 900년 2월 4일 로트링겐의 귀족들은 티옹빌에서 회의를 열고, 유아왕 루트비히를 로트링겐의 국왕으로 선출하였다. 츠벤티볼트는 귀족들의 선거를 인정하지 않았다.
900년 8월 로트링겐의 귀족들이 일으킨 폭동에 휘말렸으며, 백작 게르하르트, 마테프리드(Matfrid), 스테판 등이 일으킨 반군과 교전하였다. 로트링겐의 귀족들은 동프랑크 왕국에 도움을 청하고, 동프랑크의 군대는 라인강을 넘어 로트링겐으로 투입되었다. 8월 30일 동프랑크의 군대와 교전 중 뫼즈 또는 수스터런(Susteren, 현 네덜란드의 수스터런) 근처에서 마테프리드, 하인아우트(Hainault)의 백작 레니에(Reginar)에게 살해되었다. 일설에는 8월 13일에 죽었다고도 한다. 일부 사가들에 의해 그를 다소 무능력한 인물로 평가되며, 그는 교회와 수도원의 건설 등의 정책을 추진하였다.
그의 서자인 팔라틴 백작 고드프리 드 팔라틴과 로트링겐의 오토는 너무 나이가 어렸으므로 로트링겐의 귀족들은 그의 배다른 동생 유아왕 루트비히를 추대하였다. 츠벤티볼트의 시신은 그 자신이 건립을 지원한 동프랑크 수스터런의 수스터런 수도원에 안치되었다.

### 사후

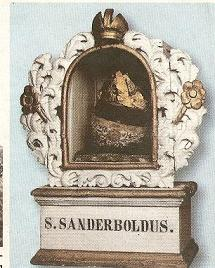
츠벤티볼트의 해골을 담은 잔 (10세기 초)

츠벤티볼트가 죽자 하인아우트 백작 레니에는 동프랑크 왕국의 군대를 받아들이고, 로트링겐의 귀족들은 유아왕 루트비히를 추대하였다.
그해, 그의 아내 오다는 게르하르트와 재혼하였다. 츠벤티볼트를 격파한 로타링기아의 귀족 중 한 사람이다. 903년 그의 왕국은 콘라디안 왕가 출신 랑가우 백작 게브하르트가 로트링겐 공작에 임명되어 통치권을 부여받았다. 로렌은 그의 동생 루트비히 4세 사후 서프랑크의 단순왕 샤를 3세를 왕으로 받들다가 926년 하인리히 1세에게로 넘어간다. 17세기에 이르러 프랑스의 앙리 2세가 서서히 로렌의 영지를 흡수하기 시작하여 1766년에 이르러 프랑스령이 된다.
독실한 신앙인이자 교회, 수도원의 후원자였다. 사후 가톨릭 교회의 순교자와 성인으로 시성되었고, 축일은 8월 13일이다. 그는 독립적인 로렌의 두 번째 군주로써 지역의 성인으로도 존숭된다. 그의 두 딸 베네데타와 복녀 세실리아는 훗날 그의 석관이 안치된 수스터런 수도원의 원장을 역임하기도 한다. 또다른 딸 라넬다는 리에 근처에 은둔했다고 한다.

## 가계
- 증조 할아버지 루트비히 2세(독일인 루트비히, 802년 - 876년 8월 28일)
- 증조 할머니 엠마 드 바이에른(Emma von Bavaria, 802년 - 876년 1월 31일)
  - 종조부 청년 루트비히(소 루트비히, 835년 - 880년)
- 할아버지 바이에른의 카를로만(828년 - 880년 3월 22일)
- 할머니 케른텐의 리트빈데(Litwinde of Carenthia 또는 Litvinde von Carenthia, 825년? - 896년)
- 아버지 아르눌프(850년 - 899년 12월 8일)
- 적모 네우스트리아의 오타
  - 이복 동생 루트비히 4세 유아왕(893년 – 911년 9월 24일)
- 생모 빈부르가(Vinburga, ? - 898년 5월 18일)
  - 동생 혹은 이복동생 라톨드, 이탈리아의 군주
  - 누이 글리스무트
  - 매부 튀링겐의 콘라트
    - 외조카 콘라두스 1세(Conrad I, 890년 – 918년 12월 23일)
- 왕비 작센의 오타(Oda of Saxony, 874 - 952)
  - 딸 베네데타 Benedetta, 888년 - ?), 수녀, 수스터런 수도원 원장 역임
  - 딸 복녀 세실리아(Cecilia, 889 - ?), 수녀, 수스터런 수도원 원장 역임
  - 아들 케른텐의 고드프리(Goffrey de Carinzia)
  - 아들 로타링기아의 오토(Otto de Lotaringia, ? - 949년 12월 2일)
  - 딸 라넬다(Relenda,[4], 900년 - ?)
- 후궁 이름 미상
  - 아들 카롤루스, 13세기에 그려진 카롤링거 왕가의 가계도에는 그의 아들로 카롤루스란 아들이 있었고, 같은 이름의 손자와 증손자까지 있었다고 기록되었다. 그러나 그의 아들 카롤루스와 손자 카롤루스, 증손자 카롤루스의 행적은 미상이다.

## 기타
작센의 오타는 그의 사후 902년 메츠의 제라드(Gerard Of Metz, 910년 6월 22일 사망)와 재혼하였다.

## 같이 보기
- 아르눌프
- 유아왕 루트비히
- 라울
- 라톨드